# Тренинг групе
Тренинг групе су мале групе у којима се врши систематско вежбање социјалне осетљивости и различитих видова међуљудског понашања. У тренинг групи појединац стиче ново искуство, упознаје себе самог и учи конструктивније начине решавања интерперсоналних конфликата.